# Васак Габур
Васак Габур, Васак Хайказн (Габур — букв.: «мягкий, нестойкий») (ум. ок. 859 г.) — князь Гегаркуника на севере Сюника во второй половине IX века.

## Биография
Представитель ветви Хайказун армянской династии Сюни, старший сын Григора Супана I. В политике ориентировался на Ширакскую ветвь Багратидов. В годы ссылки Васака Ишханика, назначен Ашотом I Багратуни сюзереном всего Сюника. Был женат на дочери царя Ашота I Багратуни Мариам — строительнице Севанаванка (874 г.). Сыновья — Григор Супан II, Саак и Васак.